# Gabriel Méndez
Gabriel Antonio Méndez (Paso de los Libres, Corrientes, 8 de mayo de 1988) es un futbolista argentino que juega como mediapunta y actualmente juega en Club Sportivo General San Martín

## Trayectoria
Se formó en las divisiones inferiores de Racing Club llegando al mismo para la octava división con 15 años de edad. Ese mismo año jugaría su primer partido en reserva.
En el club de avellaneda disputó 122 partidos en condición de amateur (con 32 goles) para las divisiones menores y 20 más (con 3 goles) para reserva.
Debutó como profesional en la Primera División frente a Colón con Miguel Mico como director técnico. Pero solo disputaría 5 partidos en la Academia para luego partir al Centro Deportivo Olmedo de Ecuador. Allí disputó 28 encuentros marcando 7 goles.
En el 2009 fichó por el Deportivo Cuenca del mismo país donde jugó 20 partidos, anotando 7 goles (4 de ellos por Copa Libertadores) y por inconvenientes con su DT no fue ratificado.
En julio de 2010, y ya en condición de jugador libre (porque dirigentes de Racing deciden no tenerlo en cuenta), pasaría al Club Atlético Banfield, mediante un préstamo de 1 año con opción de compra.
Jugó 23 partidos y marcó 5 goles en esta institución. Sin embargo, y en contraposición al pedido de la gente, el cuestionado presidente Portell decide no comprar su pase.
De esta forma para mitad del año 2011, y a pesar de no ser pedido por el técnico Omar Asad, se concreta su pase al Club Atlético San Lorenzo de Almagro.
El lunes 15 de agosto de 2011, por la 2.ª fecha del Torneo Apertura 2011, convierte su primer gol para la institución de Boedo, en el encuentro que terminó con victoria de este último sobre Estudiantes de la Plata.
El domingo 28 de agosto de 2011, por la 4.ª fecha del Torneo Apertura 2011, convierte su segundo gol con la camiseta de San Lorenzo, un gol de tiro libre de media distancia, en el encuentro que terminó con empate 1-1 sobre Boca Juniors.
Durante el torneo Apertura 2011 jugó 8 partidos de 15 partidos oficiales en condición de titular.
En julio de 2012 se dio su traspaso al Atlético Tucumán, en dicho club convirtió su primer gol en la derrota de su equipo frente a Rosario Central. En el segundo semestre del 2013, Méndez vuelve nuevamente a Ecuador, pero para jugar en el Manta FC y en diciembre de ese año, Méndez pasa a jugar a Chile, para jugar en el Cobreloa de la Primera División de ese país, donde fichó en compañía del paraguayo Gustavo Cristaldo, quien también fichó por el equipo chileno.
Durante fines de diciembre el Gerente General de Unión Española confirma su llegada al club donde firmó por 1 año.
Mientras jugaba el partido válido por la 2º fecha del Torneo de Clausura 2015 contra la Universidad Católica, sufre una infracción por parte del lateral derecho cruzado Stefano Magnasco, en la que ocurre la severa lesión, de un esguince del ligamento medial y rotura de ligamento cruzado anterior, de la rodilla derecha. Debido a esto, se pierde lo que resta del campeonato y es reemplazado por su compatriota Gonzalo Abán.
En 2023 se oficializó su llegada a Club Sportivo General San Martín, para disputar el Torneo Federal A, estuvo en el banco de suplentes pero no ingresó en la derrota del equipo formoseño frente a Racing Club justamente el club donde debutó en Primera.

## Clubes
| Club                                        | País      | Año         | Partidos | Goles |
| ------------------------------------------- | --------- | ----------- | -------- | ----- |
| Racing Club                                 | Argentina | 2007 - 2008 | 5        | 0     |
| Olmedo                                      | Ecuador   | 2009        | 28       | 7     |
| Deportivo Cuenca                            | Ecuador   | 2009 - 2010 | 16       | 6     |
| Banfield                                    | Argentina | 2010 - 2011 | 27       | 5     |
| San Lorenzo                                 | Argentina | 2011 - 2012 | 27       | 2     |
| Atlético Tucumán                            | Argentina | 2012 - 2013 | 28       | 4     |
| Manta FC                                    | Ecuador   | 2013        | 13       | 1     |
| Cobreloa                                    | Chile     | 2014        | 35       | 11    |
| Unión Española                              | Chile     | 2015        | 5        | 1     |
| Boca Unidos                                 | Argentina | 2016        | 5        | 0     |
| Olmedo                                      | Ecuador   | 2017        | 29       | 7     |
| Liga de Portoviejo                          | Ecuador   | 2018        | 34       | 11    |
| North District Football Club                | Hong Kong | 2019        | 5        | 2     |
| Olmedo                                      | Ecuador   | 2021        | 0        | 0     |
| Club Atlético Social y Deportivo Camioneros | Argentina | 2022        | 0        | 0     |
| Club Sportivo General San Martín            | Argentina | 2023        | 0        | 0     |